# 大時代 (小說)

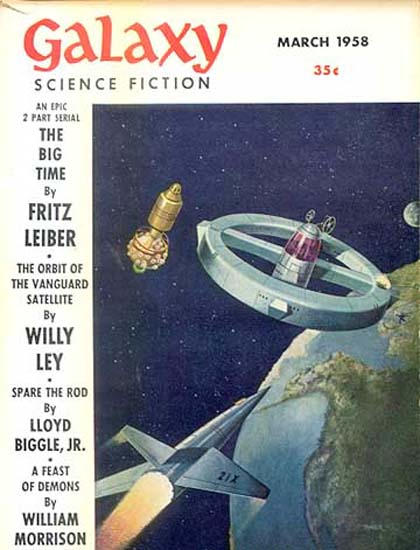
大时代于1958年在银河雜誌连载

《大時代》是美國作家弗里茨·萊伯的科幻短篇小說。《大時代》首先在銀河雜誌1958年3月和4月刊中分兩部分出版，由 Virgil Finlay 插圖，並得到了1958年的雨果獎，其後再以書本的形式再版。《大時代》是一个只涉及几个角色的故事，但却有着广阔的宇宙背景。

## 情節
故事情節以兩個派系之一的成員為特色，他們都能夠進行時間旅行，參與了一場名為“變革戰爭”的長期衝突。他們的戰斗方法涉及改變整個歷史事件的結果（時間戰爭）。兩個對立的團體的暱稱為“蜘蛛”和“蛇”。“蜘蛛”和“蛇”的真實形式或身份、這些綽號是如何選擇的，或者它們是否具有任何描述性，都是未知的。
本篇小说的叙述者是格丽塔：一名受雇于疗养站的年轻的人类女性。 格丽塔是一名艺人：有著妓女，护士，心理治疗师的身份。其他角色以独白的形式讲述他们参观蜘蛛设施时的经历和意见。
来自不同的地点和时间招募了新的士兵、演艺人员和医务人员到现有变革战争。角色包括：克里特亚马逊人、罗马军团士兵、八触手 Lunans（十亿年前在地球月球上繁衍生息的文明的土著）、骠骑兵、国防军陆战队员、金星色狼（十亿年后从金星招募）、美国GI ，和突击队。来自亚历山大大帝、成吉思汗、拿破仑和斯大林军队的士兵可能会发现自己并肩作战或对立作战。同样，医务人员和演艺人员被引入世俗战争，为受伤和疲惫的战斗人员提供医疗、休息和放松。
在故事的背景下，我们所知道的宇宙运行在小时间。变革战争的战斗人员及其设施（如野战医院、快递室、疗养站和娱乐场所）位于宇宙外人工制造的时空气泡内，在大时代运行。“大时代”被叙述者比喻为穿越小时代乡村的火车。当士兵按照上级的命令冒险进入“小時代”的某个时间和地点时，就会发生战斗行动。
为这场战争的目的和原因的冷嘲热讽增添了气氛的是，人们发现其影响之一是改变历史并导致轴心国在第二次世界大战中取得胜利。无论这种发展对 20 世纪的人类造成多么毁灭性的打击，现在注定要生活在纳粹德国的全球压迫和种族灭绝统治下，在整个蜘蛛和蛇的宇宙冲突的背景下，这种变化是偶然的，只是微不足道的。
小說前几章建立了背景故事、未来科技和人物。小说的主要情节涉及在疗养站发现定时炸弹，并试图拆除炸弹并识别破坏者，本质上是科幻小说背景下的密室之谜。

## 反應
阿尔吉斯·巴德里斯称赞《大时代》 （他将其归类为戏剧，而不是小说），以此证明莱伯是那一個時代唯一的科幻小说作家：“他理所当然地相信，他看穿了现在正在证明的风俗和环境不仅在商业文学中，而且在我们所谓的生活中也无法生存”，这是羅傑·澤拉茲尼和Samuel R. Delany的先驱。  1968 年 2 月，他将这本书列為為“全年最佳作品”。  2012年入选美国图书馆两卷合辑《美国科幻：1950年代九部经典小说》 。 

## 影响
雷伯的短篇小说《Try and Change the Past》，同样出自 1958 年，设定在同一个宇宙中。故事讲述了一个刚被蛇队招募的纽约男子擅离职守并试图改变自己的过去，他被妻子谋杀，发现宇宙拒绝了他所有的努力并“保护现实”，最终他除了回去参加时间战争之外，别无选择。
波尔·安德森在小说《时间的走廊》 （1965）中发展了两个强大派系之间的时间战争的基本主题，他们在整个时间里相互对抗，并使用过去时期的人作为他们的士兵。
《大時代》是 Misha Kolesoski 的专辑Dreams of Spiders and Snakes (2016) 的主要影响來源。

## 外部鏈接
- 《大時代》 - Standard Ebooks
- The Big Time - 古腾堡计划 (Digital transcription of serialized version)
- LibriVox中的公有领域有声书《The Big Time》
- Page scans of The Big Time as serialized in Galaxy Science Fiction in 1958, parts one and two, at the Internet Archive
- 列在網路推理小說資料庫中的《大時代 (小說)》